# Osteodistrofia renal
Osteodistrofia renal é uma alteração na estrutura dos ossos que ocorre em pacientes com insuficiência renal crônica, sendo diagnosticada pela biópsia do tecido ósseo. A osteodistrofia renal faz parte de um conjunto de alterações chamadas distúrbio mineral e ósseo da doença renal crônica (DMO-DRC), caracterizada pela tríade de alterações bioquímicas (do cálcio, fósforo, paratormônio, calcitriol), anormalidades ósseas e calcificações de outros tecidos além do tecido ósseo.
A medida que o paciente com doença renal crônica vai perdendo a função renal, os rins apresentam produção reduzida de calcitriol e alterações na homeostase do cálcio e fósforo, que por sua vez interferem na produção de paratormônio e FGF23. São esses eventos que levam às alterações do distúrbio mineral e ósseo da doença renal crônica.

## Diagnóstico
A doença é diagnosticada, principalmente, pela dosagem (no plasma sanguíneo) dos níveis de cálcio, fósforo, paratormônio (PTH) e calcitriol. 
O diagnóstico conclusivo geralmente é obtido por meio de uma biópsia tecidual.